# Brusselse gewestverkiezingen 2014/Kandidatenlijst/VB
Dit is de kandidatenlijst van Vlaams Belang voor de Brusselse gewestverkiezingen van 2014. De verkozenen staan vetgedrukt.

## Effectieven
1. Dominiek Lootens-Stael
2. Valérie Seyns
3. Andries Kockaert
4. Michaël De Pever
5. Frank Bracke
6. Monique Vanderdeelen
7. Livke Fallein
8. Bruno Van Branteghem
9. Diana Vonck-Put
10. Edwig Roussel
11. Alexander Cools
12. Nadia Parate
13. Godelieve Van Obbergen
14. Michel Callewaert
15. Irène Van der Borght
16. Jean-Pierre Mertens
17. Christine Pynket

## Opvolgers
1. Bob De Brabandere
2. Claudia Verelst
3. Marc Malfait
4. Remi Vernaillen
5. Jean Fondu
6. Lutgarde Cleemput
7. Helga Van Duynslaeger
8. Luc Schots
9. Monique Carpentier
10. Madeleine Van Pestel
11. Alfons Vertongen
12. Theresia Van De Perre
13. Rita Ongenae
14. Liliane Grauls
15. Richard Monteyne
16. Steven Van Haelst